# Hullo! Who's Your Lady Friend?
Hullo! Who's Your Lady Friend? è un cortometraggio muto del 1917 diretto da W.P. Kellino.

## Trama
Per metter fuori strada la moglie gelosa, il signor Pink finge di essere il proprio fratello gemello.

## Produzione
Il film fu prodotto dalla Homeland.

## Distribuzione
Distribuito dalla Globe, il film - un cortometraggio in due bobine - uscì nelle sale cinematografiche britanniche nell'aprile 1917.